# Jose Alan Dialogo

Bischofswappen von Jose Alan Dialogo

Jose Alan Verdejo Dialogo (* 10. Juli 1962 in Lagonoy, Camarines Sur) ist ein philippinischer Geistlicher und römisch-katholischer Bischof von Sorsogon.

## Leben
Jose Alan Dialogo erlangte zunächst an der University of Nueva Caceres einen Bachelor im Fach Psychologie. Anschließend studierte er Philosophie und Katholische Theologie am Spätberufenenseminar Holy Apostles in Makati City. Am 31. Juli 1996 empfing er das Sakrament der Priesterweihe für das Erzbistum Manila.
Dialogo war zuerst als Pfarrvikar der Pfarrei San Roque in Mandaluyong City tätig. 1997 wurde er für weiterführende Studien nach Rom entsandt, wo er 1999 an der Päpstlichen Universität Gregoriana ein Lizenziat im Fach Spirituelle Theologie erwarb. Nach der Rückkehr in seine Heimat wurde Dialogo Subregens und Dekan am Spätberufenenseminar Holy Apostles in Makati City. Von 2003 bis 2008 fungierte er als dessen Regens. Danach wirkte er als Pfarrer der Pfarrei St. John of the Cross in Makati City. Ab 2015 leitete Dialogo das Cardinal Sin Welcome Home in Manila.
Am 15. Oktober 2019 ernannte ihn Papst Franziskus zum Bischof von Sorsogon. Der Erzbischof von Manila, Luis Antonio Kardinal Tagle, spendete ihm am 12. Dezember desselben Jahres in der Kathedrale von Manila die Bischofsweihe; Mitkonsekratoren waren der emeritierte Erzbischof von Manila, Gaudencio Kardinal Rosales, und der emeritierte Bischof von Sorsogon, Arturo Mandin Bastes SVD. Dialogo wählte den Wahlspruch Fiat („Es werde“). Die Amtseinführung in Sorsogon City erfolgte am 14. Dezember 2019.
In der Philippinischen Bischofskonferenz gehörte Dialogo zudem von 2019 bis 2021 den Kommissionen für die Familie und das Leben und für den Klerus an. Seit 2021 ist er Mitglied der Kommission für die Priesterseminare und fungiert als Vizepräsident der Kommission für die Berufungspastoral.